# KIN
KIN (англ. Kin17 DNA and RNA binding protein) – білок, який кодується однойменним геном, розташованим у людей на короткому плечі 10-ї хромосоми. Довжина поліпептидного ланцюга білка становить 393 амінокислот, а молекулярна маса — 45 374.
| 10         |  | 20         |  | 30         |  | 40         |  | 50         |
| ---------- |  | ---------- |  | ---------- |  | ---------- |  | ---------- |
| MGKSDFLTPK |  | AIANRIKSKG |  | LQKLRWYCQM |  | CQKQCRDENG |  | FKCHCMSESH |
| QRQLLLASEN |  | PQQFMDYFSE |  | EFRNDFLELL |  | RRRFGTKRVH |  | NNIVYNEYIS |
| HREHIHMNAT |  | QWETLTDFTK |  | WLGREGLCKV |  | DETPKGWYIQ |  | YIDRDPETIR |
| RQLELEKKKK |  | QDLDDEEKTA |  | KFIEEQVRRG |  | LEGKEQEVPT |  | FTELSRENDE |
| EKVTFNLSKG |  | ACSSSGATSS |  | KSSTLGPSAL |  | KTIGSSASVK |  | RKESSQSSTQ |
| SKEKKKKKSA |  | LDEIMEIEEE |  | KKRTARTDYW |  | LQPEIIVKII |  | TKKLGEKYHK |
| KKAIVKEVID |  | KYTAVVKMID |  | SGDKLKLDQT |  | HLETVIPAPG |  | KRILVLNGGY |
| RGNEGTLESI |  | NEKTFSATIV |  | IETGPLKGRR |  | VEGIQYEDIS |  | KLA        |

A: Аланін

C: Цистеїн

D: Аспарагінова кислота

E: Глутамінова кислота

F: Фенілаланін

G: Гліцин

H: Гістидин

I: Ізолейцин

K: Лізин

L: Лейцин

M: Метіонін

N: Аспарагін

P: Пролін

Q: Глутамін

R: Аргінін

S: Серин

T: Треонін

V: Валін

W: Триптофан

Задіяний у таких біологічних процесах, як взаємодія хазяїн-вірус, процесинг мРНК, відповідь на стрес, пошкодження ДНК, репарація ДНК, рекомбінація ДНК, реплікація ДНК, альтернативний сплайсинг. 
Білок має сайт для зв'язування з іонами металів, іоном цинку, ДНК, РНК. 
Локалізований у цитоплазмі, ядрі.